# 나카노부역
나카노부역(일본어: 中延駅, なかのぶえき)은 일본 도쿄도 시나가와구에 있는 도쿄 급행 전철과 도쿄도 교통국의 역이다.

## 역 구조
두 노선의 역은 50m가량 떨어져 있어 간접환승을 통해 환승이 가능하며 도보로 연결된다.

### 도쿄 급행 전철
2면 2선의 상대식 승강장이 있는 고가역이다. 급행 열차는 서지 않는다. 개찰구와 각 승강장을 연결하는 엘리베이터가 설치되어 있다. 개찰구 층에는 다용도 화장실이 설치되어 있다. 서비스 매니저 도입역인 것으로 인하여 오이마치역에서 원격 감시하고 있다.

#### 승강장
| 1 | 오이마치선 | 후타코타마가와·미조노쿠치 방면 덴엔토시선에 직결 운행 사기누마·나가쓰타·주오린칸 방면 |
| 2 | 오이마치선 | 오이마치 방면                                                                         |

### 도쿄 도 교통국
1면 2선의 섬식 승강장이 있는 지하역이다.
개찰구는 2개 있다. 자동 정기권 발매기는 도큐 나카노부역 방면 개찰구에 설치되어 있다. 나카노부 4초메 방면 개찰구는 아침과 저녁에만 담당자가 배치되었으며, 기타 시간대는 원격 대응을 한다.

#### 승강장
| 1 | 아사쿠사선 | 니시마고메 방면                                                          |
| 2 | 아사쿠사선 | 센가쿠지 · 오시아게 · 나리타 공항 · 시바야마치요다 · 인바니혼이다이 방면 |

## 역 주변
- 시나가와구립 겐지마에 초등학교
- 시나가와구립 겐지마에 도서관
- 호유가쿠인 고등학교
- 시나가와토요 우편국
- 나카노부 스킵로드
- 국도 제1호선
- 도쿄 급행 전철 이케가미선 에바라나카노부역
- 동일본 여객철도 요코스카선・쇼난 신주쿠 라인 니시오이역 - 당역에서 남동쪽으로 도보 약 20분.
- 도큐 버스 에바라 영업소

## 역사
- 1927년 7월 6일: 오이마치선의 역 영업 개시.
- 1954년 7월: 오이마치선 역사 고가화 공사 착수.
- 1957년 7월: 오이마치선 역사 고가화.
- 1968년 11월 15일: 아사쿠사선의 역 영업 개시.
- 1978년 7월 1일: 도영 1호선을 아사쿠사선으로 개명함.

## 사진

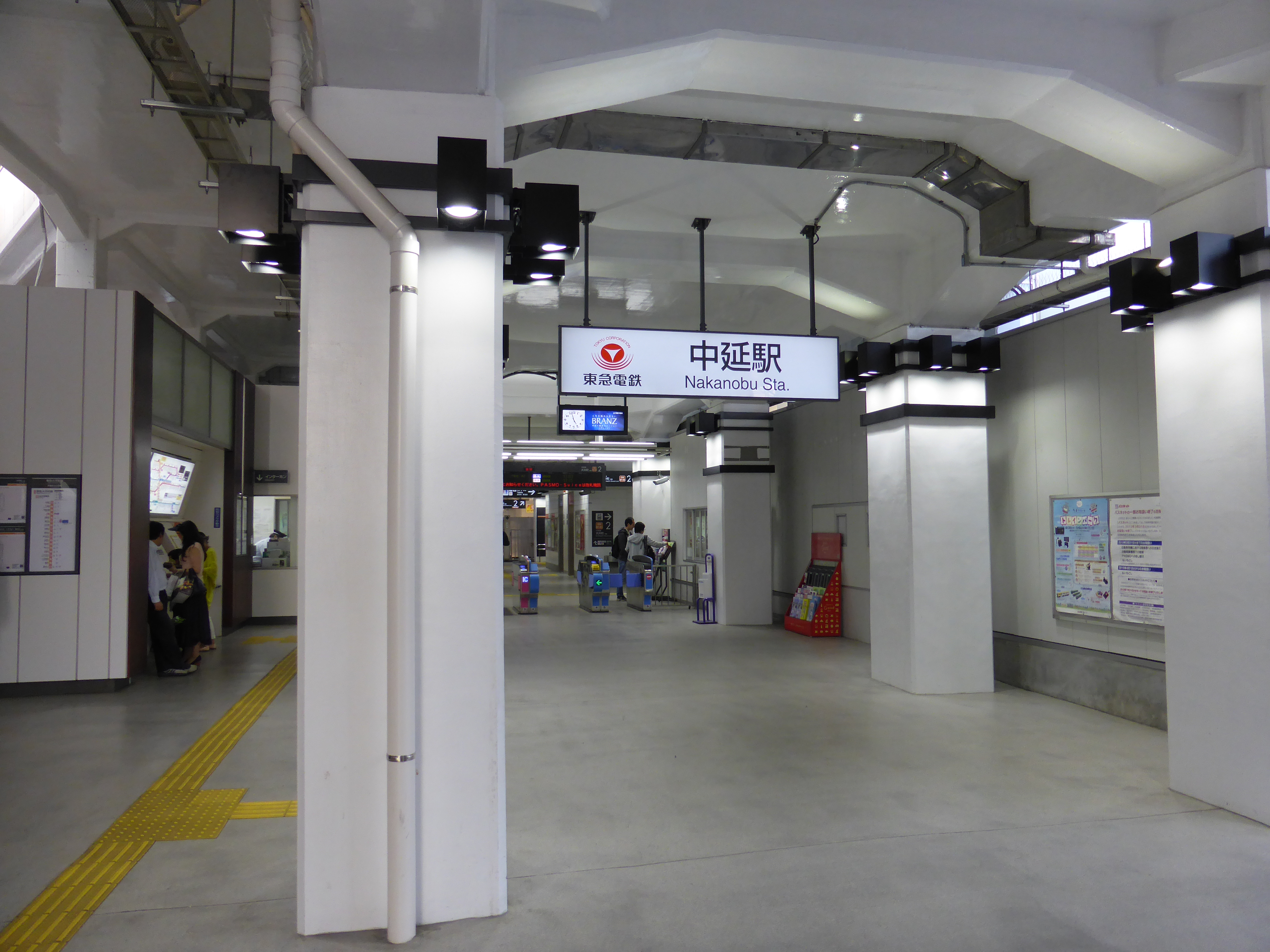
도큐 오이마치선 개찰구
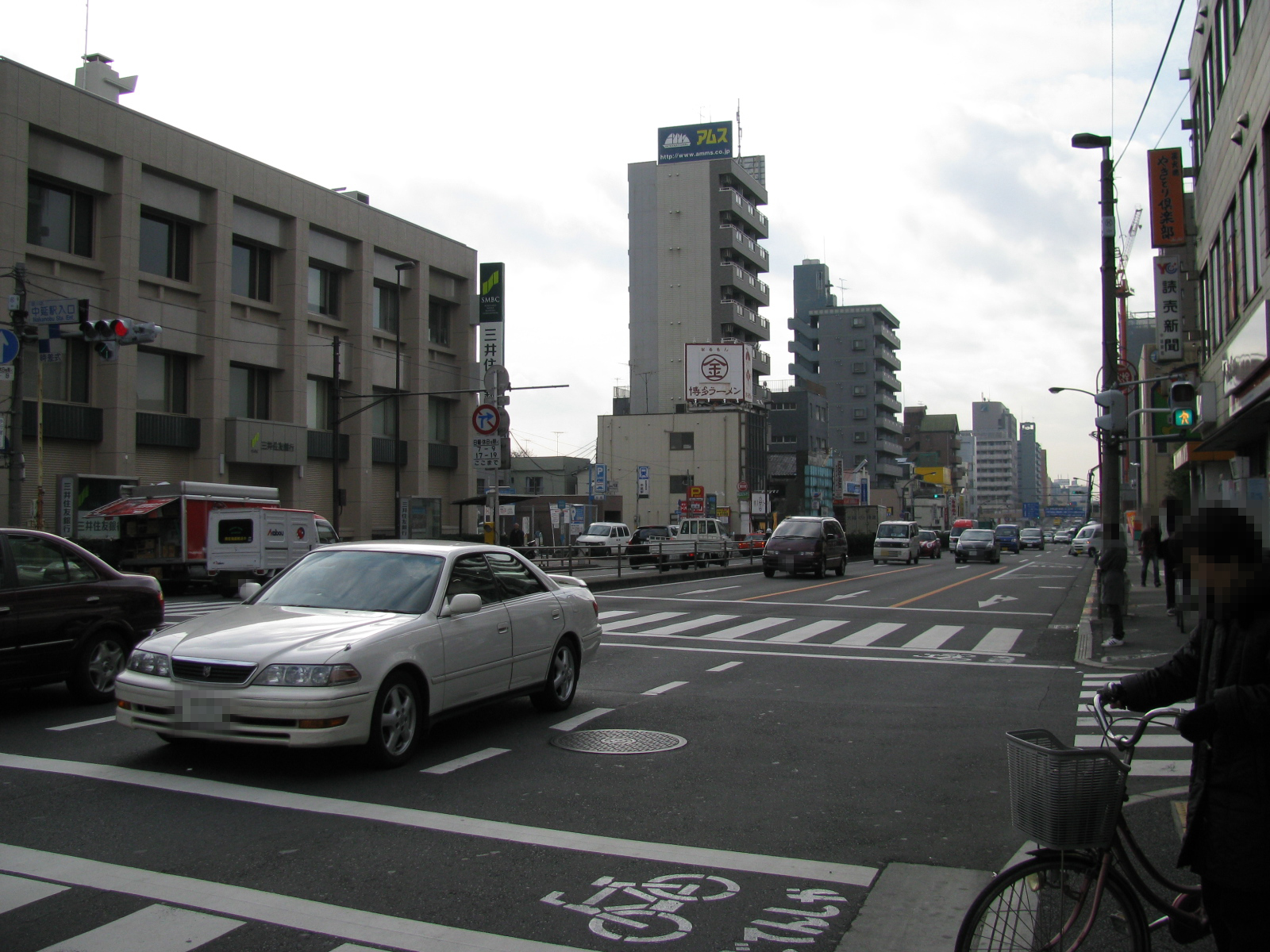
도쿄도 교통국 나카노부역 남쪽에 있는 1번 국도 모습

## 인접역
| 도쿄 급행 전철 오이마치선       | 도쿄 급행 전철 오이마치선                                                 | 도쿄 급행 전철 오이마치선        |
| ------------------------------- | ------------------------------------------------------------------------- | -------------------------------- |
| OM 03 도고시 공원 오이마치 방면 | ■ 각역정차 (후타코신치, 다카쓰 통과) ■ 각역정차 (후타코신치, 다카쓰 정차) | 에바라마치 OM 05 미조노쿠치 방면 |
| 도쿄도 교통국 아사쿠사선        |                                                                           |                                  |
| A 02 마고메 니시마고메 방면     | 아사쿠사선                                                                | 도고시 A 04 오시아게 방면        |